# Tragia praetervisa
Tragia praetervisa är en törelväxtart som beskrevs av Tapas Chakrabarty och Nambiyath Puthansurayil Balakrishnan. Tragia praetervisa ingår i släktet Tragia och familjen törelväxter. Inga underarter finns listade i Catalogue of Life.